# Municipio de Técpan de Galeana
El municipio de Técpan de Galeana es uno de los 85 municipios que conforman al estado mexicano de Guerrero. Se ubica en la región de Costa Grande y su cabecera es la ciudad de Técpan de Galeana.

## Geografía

### Localización y extensión
El municipio de Técpan de Galeana se localiza en la costa suroeste del estado de Guerrero, en la región geo-económica de Costa Grande y entre los paralelos 17°7′ y 17°42′ de latitud norte y en los 100°28′ y 101°6′ de longitud oeste respecto del meridiano de Greenwich. Su superficie territorial abarca 2,537.8 km² que equivalen a un 3.98% de la superficie total de la entidad.

### Límites municipales
Tiene límites administrativos con los siguientes municipios o accidentes geográficos, según su ubicación:
| Noroeste: Coyuca de Catalán | Norte: Ajuchitlán del Progreso | Nordeste: San Miguel Totolapan |
| Oeste: Petatlán             |                                | Este: Atoyac de Álvarez        |
| Suroeste: Océano Pacífico   | Sur: Océano Pacífico           | Sureste: Benito Juárez         |

## Demografía

### Población
Conforme a los datos que arrojó el Censo de Población y Vivienda 2010 realizado por el Instituto Nacional de Estadística y Geografía (INEGI) con fecha censal del 12 de junio de 2010, el municipio de Técpan de Galeana contaba hasta ese año con un total de 15 119 habitantes, de dicha cantidad, 7296 eran hombres y 7823 eran mujeres.
| Población de el Municipio de Técpan de Galeana |
|                                                |
| Fuente:Inegi.                                  |

### Localidades
En el censo de 2020 el municipio de Técpan de Galeana contaba con 332 localidades.
| Código INEGI      | Localidad               | Población (2020) |
| ----------------- | ----------------------- | ---------------- |
| 120570001         | Técpan de Galeana       | 16 447           |
| 120570086         | El Súchil               | 8 382            |
| 120570079         | San Luis de la Loma     | 5 184            |
| 120570080         | San Luis San Pedro      | 5 033            |
| 120570059         | Papanoa                 | 3 193            |
| 120570055         | Nuxco                   | 2 033            |
| 120570088         | Tenexpa                 | 2 015            |
| 120570097         | Villa Rotaria           | 1 504            |
| 120570089         | Tetitlán                | 1 470            |
| 120570073         | Rancho Alegre del Llano | 1 431            |
| Otras localidades | Otras localidades       | 18 545           |
| Total municipal   | Total municipal         | 65 237           |

## Destinos turísticos
Playa Boca Chica
Ubicada a 9 km al suroeste de la ciudad de Tecpan en la comunidad de Tetitlán.
Es una playa de mar abierto con oleaje fuerte todo el año, lo que significa que no es muy recomendable para nadar por el riesgo que ello implica, sus aguas son de color azul verdoso y sus arenas de grano mixto dentro y fuera del mar. El estero es apropiado para esquiar y pasear en lancha.
Puede usted llegar en su propio vehículo, en taxi desde Tecpan o en algunas de las camionetas que prestan servicio en el propio Tetitlán.
Si viene de Acapulco, 5 km antes de llegar a Tecpan a mano izquierda, o si viene de Ixtapa Zihuatanejo pasando Técpan a mano derecha, en las instalaciones del CBTIS 177 está la entrada a la comunidad de Tetitlán. El acceso a esta playa esta en buenas condiciones y es necesario cruzar el estero en lancha.
Existen confortables enrramadas que ofrecen bebidas y alimentos. Predominando la cocina típica de la costa como pescado con arroz y frijoles, el ceviche, el caldo de camarón y de pescado. Son ideales para disfrutar de un buen descanso acostado en una hamaca y sus propietarios tienen buena atención para sus visitantes, además de precios accesibles a cualquier bolsillo.
Cuenta con los servicios de energía eléctrica y telefonía celular.
Playa Michigan "Isla de Pájaros"
Uno de los destinos turísticos más buscados y a la vez visitados por aquellos que desean el descanso, la meditación y la convivencia social, es sin duda alguna ISLA DE PÁJAROS. Desde hace más de 20 años a esta laguna se le conoce como MICHIGAN. Según lugareños fueron extranjeros quienes bautizaron este lugar por su supuesta similitud con aquel estado de nuestro vecino del norte, aunque para muchos siga siendo la ISLA DE PÁJAROS. Localizada a 15 km de la ciudad de TECPAN DE GALEANA, cercana a la comunidad de TENEXPA.
Tome la carretera nacional número 200 que va entre ACAPULCO- IXTAPA/ZIHUATANEJO. A 105 km de ACAPULCO y a 135 km de IXTAPA/ZIHUATANEJO, está la ciudad de TECPAN DE GALEANA. Aquí toma una ruta hacia TENEXPA que está a 15 km. El acceso a la playa desde la comunidad de Tenexpa está en buenas condiciones a pesar de ser de terracería. De aquí puede tomar una lancha en el embarcadero que lo lleve a MICHIGAN.
Su atractivo radica en que para llegar al mar es necesario atravesar un estero el cual tiene dentro y fuera de si, vegetación acuática, predominando los lirios y algunas plantas de diferentes tipos en los islotes que se encuentran a lo largo del estero como exuberantes y bellas palmeras que hacen más hermoso el paisaje.
Para el servicio de alimentación y bebidas se cuenta con establecimientos acondicionados para atender al visitante y en donde se puede encontrar diferentes platillos, sobresaliendo entre ellos el pescado a la talla, que es del gusto del turista que llega a probarlo.
Sus aguas son de color azul verdoso y la arena dentro y fuera es de grano mixto. Es una playa de mar abierto, con oleaje fuerte por lo que se recomienda mucha precaución para meterse a nadar evitando así exponerse a sufrir un accidente.
Esta playa es muy frecuentada por el turismo nacional y extranjero por la pasividad y calma de sus noches, las cuales son aprovechadas por los turistas para realizar "lunadas" al calor de fogatas, fomentando la convivencia social entre los que acampan, resultando un lugar soñado para descansar.
Piedra del Tlacoyunque
Uno de los destinos turísticos del municipio de Técpan de mayor belleza y originalidad es sin duda PLAYA PIEDRA DEL TLACOYUNQUE.
Este hermoso destino se encuentra localizado a 42 km de la ciudad de Técpan de Galeana. Cerca del poblado de San Luis La Loma. Esta playa es muy importante y antigua, en ella hace aproximadamente 35 años se realizaba la pesca de subsistencia y deportiva a gran escala, siendo actualmente un lugar que ofrece todas las facilidades para volverlas a practicar. El atractivo principal de esta playa es LA PIEDRA DEL TLACOYUNQUE que se encuentra ubicada en la orilla y dentro del mar. Esta piedra es de 35 metros de altura es cóncava en la parte central, y con dos entradas en los dos extremos de la misma por donde entra y sale el mar en su constante oleaje.
Dentro de la misma se pueden apreciar infinidad de peces de colores que aumentan el interés del visitante por este lugar. Otro dato importante es que aquí en esta playa se estableció el primer Campamento Tortuguero, el cual desde luego funciona todavía, hace más de 25 años. El oleaje generalmente es fuerte y el color de sus aguas es verdoso debido a la vegetación marina existente, la arena es de grano grueso fuera del mar y dentro de grano mixto (grueso y fino).
Cuenta con el servicio de alimentos y bebidas ssiendo la especialidad gastronómica el pescado a la talla. Aunque la mayoría de las personas que visitan este bello lugar llevan sus alimentos y se sientan a la sombra de la piedra para disfrutar del paseo.
Esta playa es de fácil acceso ya que su entrada esta totalmente pavimentada.
Visite este destino turístico de nuestro municipio el cual ofrece descanso y tranquilidad para quien busca un lugar diferente a nivel del mar.
Puerto Vicente Guerrero "Puerto Escondido"
Localizado a 48 km de la ciudad de Técpan de Galeana, con rumbo norte, en dirección a Ixtapa-Zihuatanejo y a 87 km del mismo.
El nombre de “PUERTO ESCONDIDO” le viene por su ubicación geográfica, enclavado entre el mar y las montañas, ya que para llegar hasta aquí es necesario salirse de la carretera federal,  alrededor de 2 km, en el entronque y transitar por un camino pavimentado que se encuentra en condiciones para permitir el paso de cualquier tipo de vehículo.
Es en el año de 1984 que recibe el nombre de “PUERTO VICENTE GUERRERO”, en honor del consumador de la independencia, siendo entonces gobernador del estado el Lic. Alejandro Cervantes Delgado. De un proyecto para hacer un puerto de cabotaje, para incentivar el comercio en la región, ya que los puertos más cercanos son Acapulco y Zihuatanejo, el cual nunca se finalizó. Podemos apreciar la bahía que se le ganó al mar, el muelle, las barreras rompevientos, los faros, el patio de maniobras, toda una infraestructura que quedó subutilizada.
Podríamos dividir a este lugar en dos partes, la primera es el área del puerto, propiamente, lugar de trabajo de la mayor parte de los pobladores de este lugar. Aquí podrás encontrar el muelle de los pescadores, las cooperativas pesqueras, donde podrás adquirir pescados y mariscos frescos a precios económicos. También se practica la pesca de subsistencia y comercial, el buceo y la pesca deportiva, ya que cuenta con un torneo anual de pesca del pez vela. En el otro extremo se ubica la playa, en una pequeña pero hermosa bahía. Aquí las aguas del mar son de color azul intenso y la arena es de grano grueso en la playa y dentro del mar la arena es de grano fino y sus aguas son ideales para la práctica del esquí y otros deportes acuáticos.
Existen varios establecimientos que proporcionan el servicio de alimentos y bebidas, en los que podrás disfrutar de sabrosos platillos del mar.
Cerca de este lugar podemos encontrar las instalaciones del CENTRO DE ESTUDIOS TECNOLÓGICOS DEL MAR, CET MAR, donde los jóvenes de la región realizan sus estudios de nivel medio superior en disciplinas del mar.
Visite este lugar tan hermoso y quedará con las ganas de volver otra vez.
Playa Ojo de Agua
Localizada a 50 km de la ciudad de Tecpan de Galeana, con rumbo norte, en dirección a Ixtapa-Zihuatanejo y a 85 km del mismo. La entrada es antes de llegar al cuartel de policía frente a un conocido hotel, a mano izquierda, por un camino de terracería que está en buenas condiciones para todo tipo de vehículos.
Esta pequeña pero bonita playa es de aguas tranquilas, con oleaje suave. Ideal para que los pequeños se diviertan a gusto y seguros. El nombre de “PLAYA OJO DE AGUA” le viene de un manantial que permanentemente brota de entre las piedras y fluye hacia el océano. La arena de esta playa es de grano mixto y dentro del mar es de grano fino. Además disfrutarás de sus palmeras y exuberante vegetación.
Cuenta con infraestructura adecuada para el consumo de alimentos y bebidas. Con establecimientos que ofrecen alimentos desde los platillos típicos, como pescados y mariscos, hasta comida de corte internacional. Sin perder su toque y atractivo costeño, además ofrecen la limpieza e higiene que el visitante merece.
Cuando la visites y disfrutes, seguro quedarás invitado a volver.
Playa Cayaquitos
Localizada a 50 km de la ciudad de Técpan de Galeana, con rumbo norte, en dirección a Ixtapa-Zihuatanejo y a 85 km del mismo. La entrada es frente al cuartel de policía junto a un conocido hotel, a mano derecha.
El acceso a la playa esta en perfectas condiciones ya que está empedrado y a un costado de la carretera federal.
Esta playa ubicada cerca de la comunidad de Papanoa tiene un oleaje tranquilo la mayor parte del tiempo, aunque a veces el oleaje tiene cambios debido a los vientos y fuertes corrientes marinas. Se recomienda precaución para meterse a nadar. Sus aguas son de color azul verdoso y la arena es de grano fino. Esta playa es de gran tradición porque durante muchísimos años fue el lugar obligado, para venir al mar, de varias generaciones de tecpanecos de todo el municipio.
Comparte junto con la playa Ojo de Agua, nada más están separadas por una zona de riscos, un islote de piedra llamado EL MORRO. Milenario testigo desde el mar. También encuentras donde comer los productos del mar. Aunque se acostumbraba a llevar la comida para pasar el día.
Es una de las playas más grandes y representa un lugar muy atractivo para pasársela bien. Puedes visitarla y seguro quedarás invitado a volver.

## Política y gobierno

### Cronología de presidentes municipales
| Presidentes municipales de Técpan de Galeana |           |                 |                 |
| Presidente                                   | Período   | Tipo de mandato | Tipo de mandato |
| Jesús Caro Reyes (El Carpa)                  | 1987-1990 | Constitucional  | Constitucional  |
| Salvador Flores Bello                        | 1990-1992 | Constitucional  | Constitucional  |
| Sandra Belkis Ocampo Hernández               | 1992-1993 | Interinato      | Interinato      |
| Rosalío Navarrete Ureña                      | 1993-1996 | Constitucional  | Constitucional  |
| Roberto Gómez Bolaños                        | 1996-1999 | Constitucional  | Constitucional  |
| Enrique Segoviano                            | 1999-2002 | Constitucional  | Constitucional  |
| Jesús Orbe Torres                            | 2002-2005 | Constitucional  | Constitucional  |
| Elfego Martínez González                     | 2005-2008 | Constitucional  | Constitucional  |
| Nadín Torralba Mejía                         | 2009-2012 | Constitucional  | Constitucional  |
| Francisco Javier López Mandujano             | 2012      | Interinato      | Interinato      |
| Crisóforo Otero Heredia                      | 2012-2015 | Constitucional  | Constitucional  |
| Leopoldo Soberanis Hernández                 | 2015-2018 | Constitucional  | Constitucional  |
| Yasir Deloya Díaz                            | 2018      | Constitucional  | Constitucional  |